# Œ̨
Cette page contient des caractères spéciaux ou non latins. S’ils s’affichent mal (▯, ?, etc.), consultez la page d’aide Unicode.
Œ̨ (minuscule : œ̨), appelé E dans l’O ogonek, est un graphème utilisé dans l’ecriture du vieux norrois ou la translittération de l’écriture cyrillique ou dans certaines transcriptions phonétiques comme l’alphabet de Bourciez ou celle de l’Atlas linguistique et ethnographique de l'Italie et de la Suisse méridionale.
Il s’agit de la lettre Œ diacritée d’un ogonek.

## Utilisation
Dans la translittération dérivée de l’ISO 9 utilisée dans la note Unicode no 41, le oe ogonek ‹ œ̨ › est utilisé pour translittérer le grand yousse fermé ‹ ꙛ ›.
Le oe ogonek ‹ œ̨ › est utilisé dans l’alphabet de Bourciez et la transcription de l’Atlas linguistique et ethnographique de l'Italie et de la Suisse méridionale pour représenter une voyelle mi-ouverte antérieure arrondie [œ].

## Représentations informatiques
Le E dans l’O ogonek peut être représenté avec les caractères Unicode suivants :
- décomposé (latin étendu A, diacritiques) :

| capitale  | Œ̨ | Œ◌̨ | U+0152 U+0328 | digramme soudé majuscule latin oe diacritique ogonek |
| minuscule | œ̨ | œ◌̨ | U+0153 U+0328 | digramme soudé minuscule latin oe diacritique ogonek |

## Sources
- (en) Aleksandr Andreev, Yuri Shardt et Nikita Simmons, Church Slavonic typography in Unicode, coll. « Unicode Technical Note » (no 41), 4 novembre 2015 (présentation en ligne, lire en ligne)
- Graziano Tisato, « Simboli AIS – AIS Symbols », sur NavigAIS (consulté le 20 mars 2025)